# Diócesis de Calahorra y La Calzada-Logroño
La diócesis de Calahorra y La Calzada-Logroño (en latín: Dioecesis Calaguritana et Calceatensis - Lucroniensis) es una circunscripción eclesiástica de la Iglesia católica en España. Se trata de una diócesis latina, sufragánea de la archidiócesis de Pamplona y Tudela. Desde el 12 de enero de 2022 su obispo es Santos Montoya.

## Territorio y organización

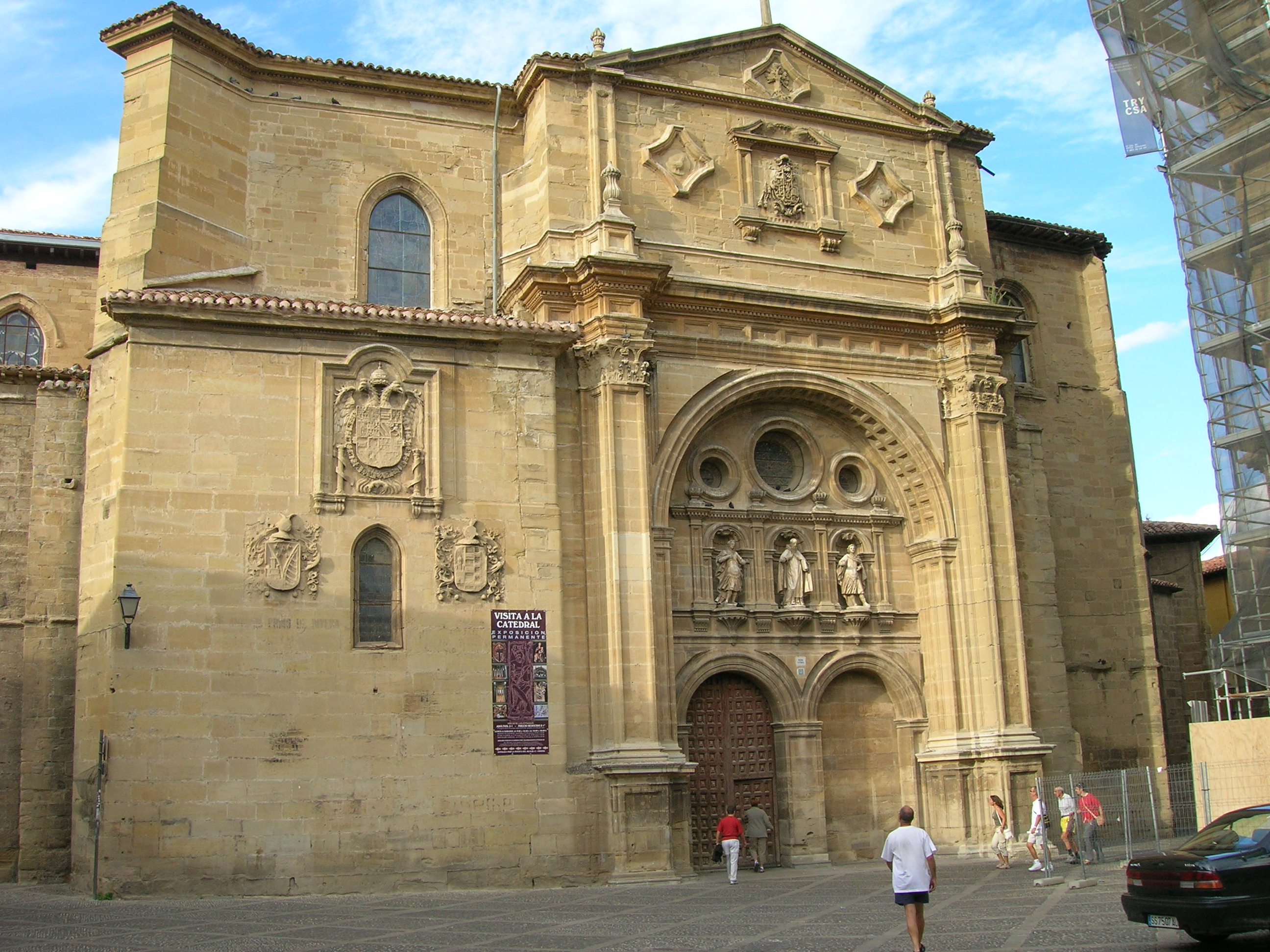
Catedral del Salvador, en Santo Domingo de la Calzada

La diócesis tiene 5033 km² y extiende su jurisdicción sobre los fieles católicos de rito latino residentes en la comunidad autónoma de La Rioja. 

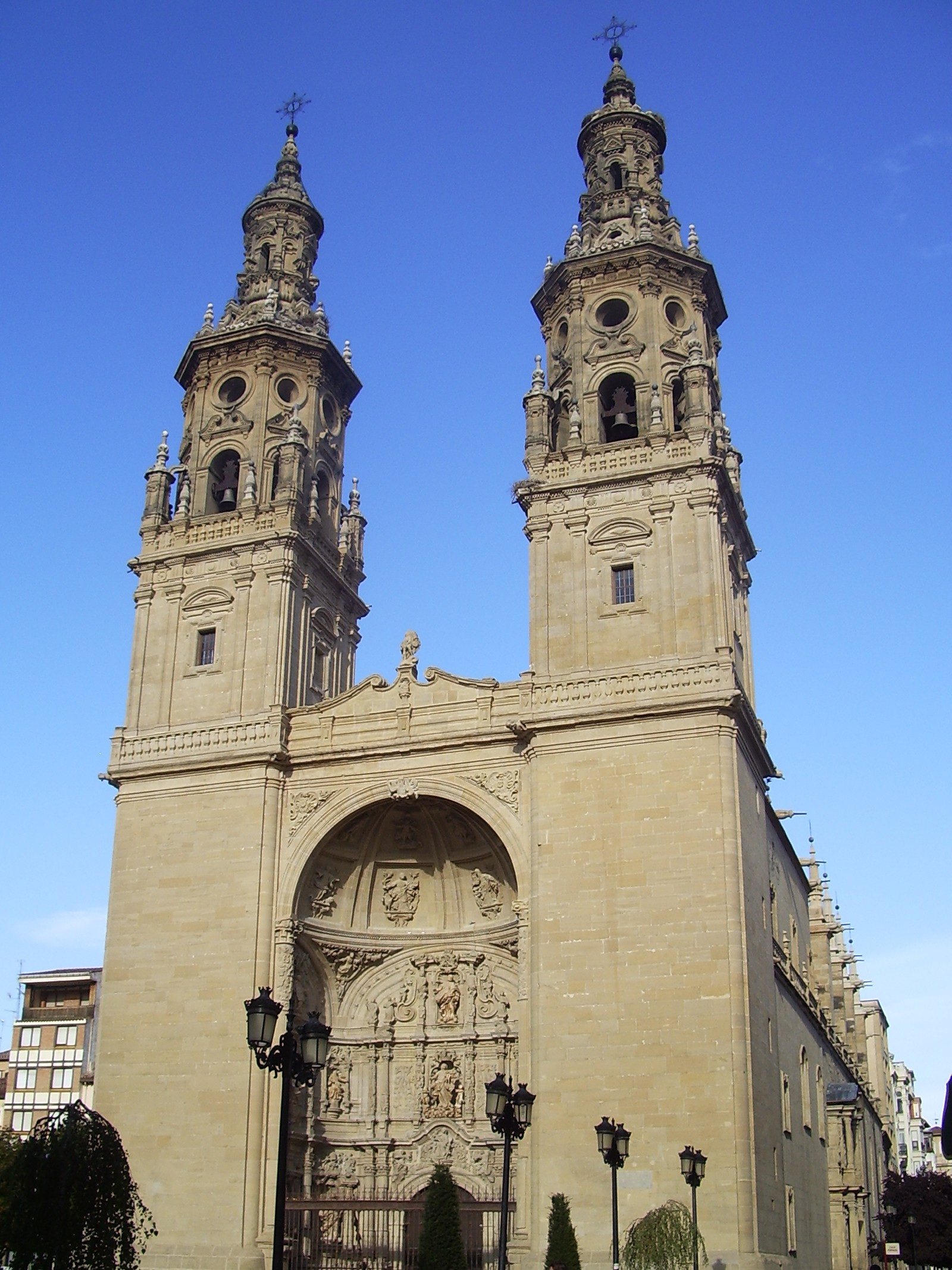
Concatedral de Santa María de la Redonda, en Logroño

La sede de la diócesis se encuentra en la ciudad de Calahorra, en donde se halla la Catedral de Santa María. En Santo Domingo de la Calzada se encuentra la Catedral del Salvador y en Logroño la Concatedral de Santa María de la Redonda, las oficinas administrativas, la mayor parte de los vicariatos y la residencia del obispo.

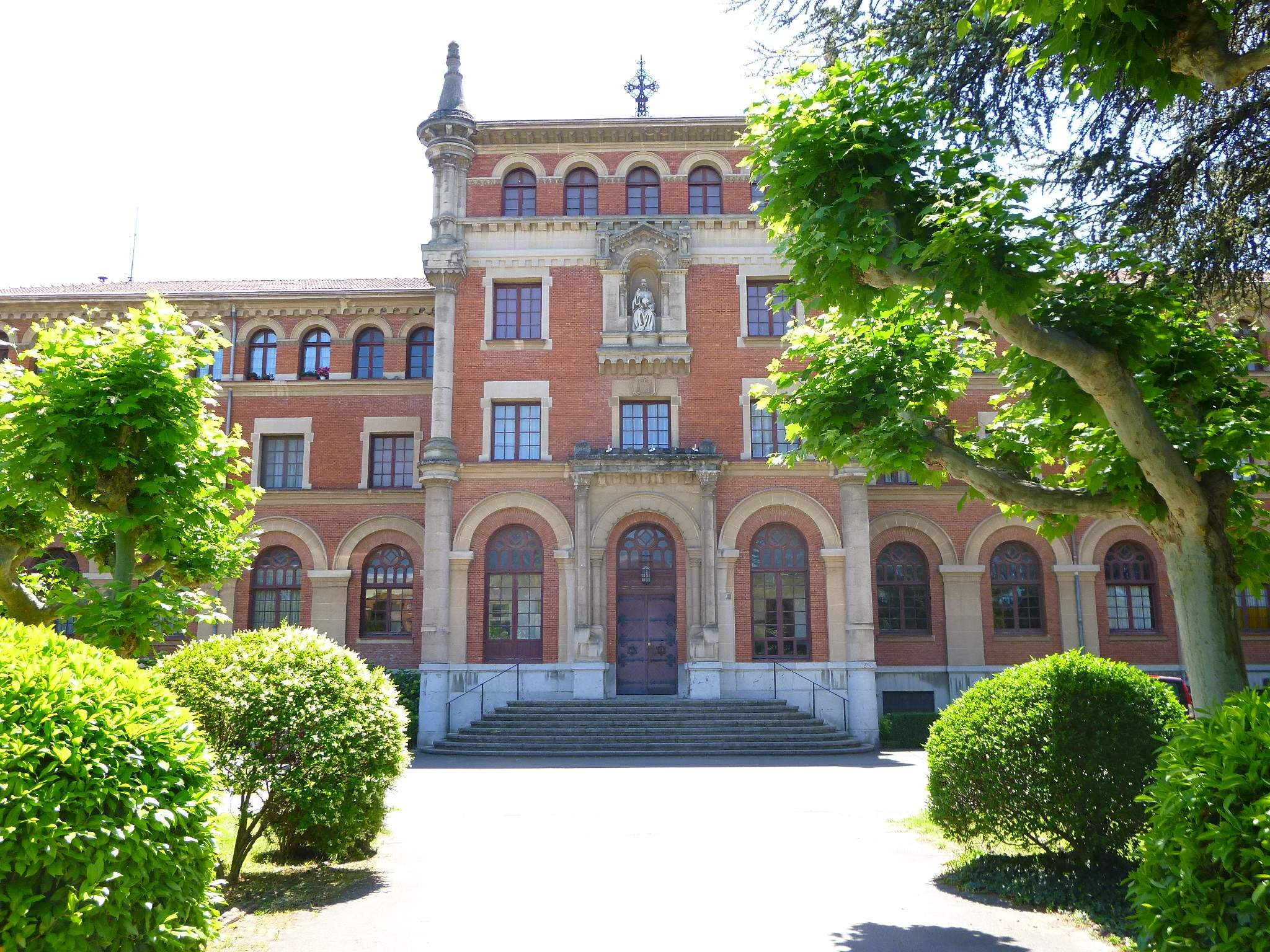
Seminario diocesano, en Logroño

En 2021 en la diócesis existían 257 parroquias agrupadas en 9 arciprestazgos: Alhama-Linares, Ebro-Cidacos, Iregua-Leza, Logroño Este, Logroño Centro, Logroño Oeste, Najerilla, Oja y Tirón.

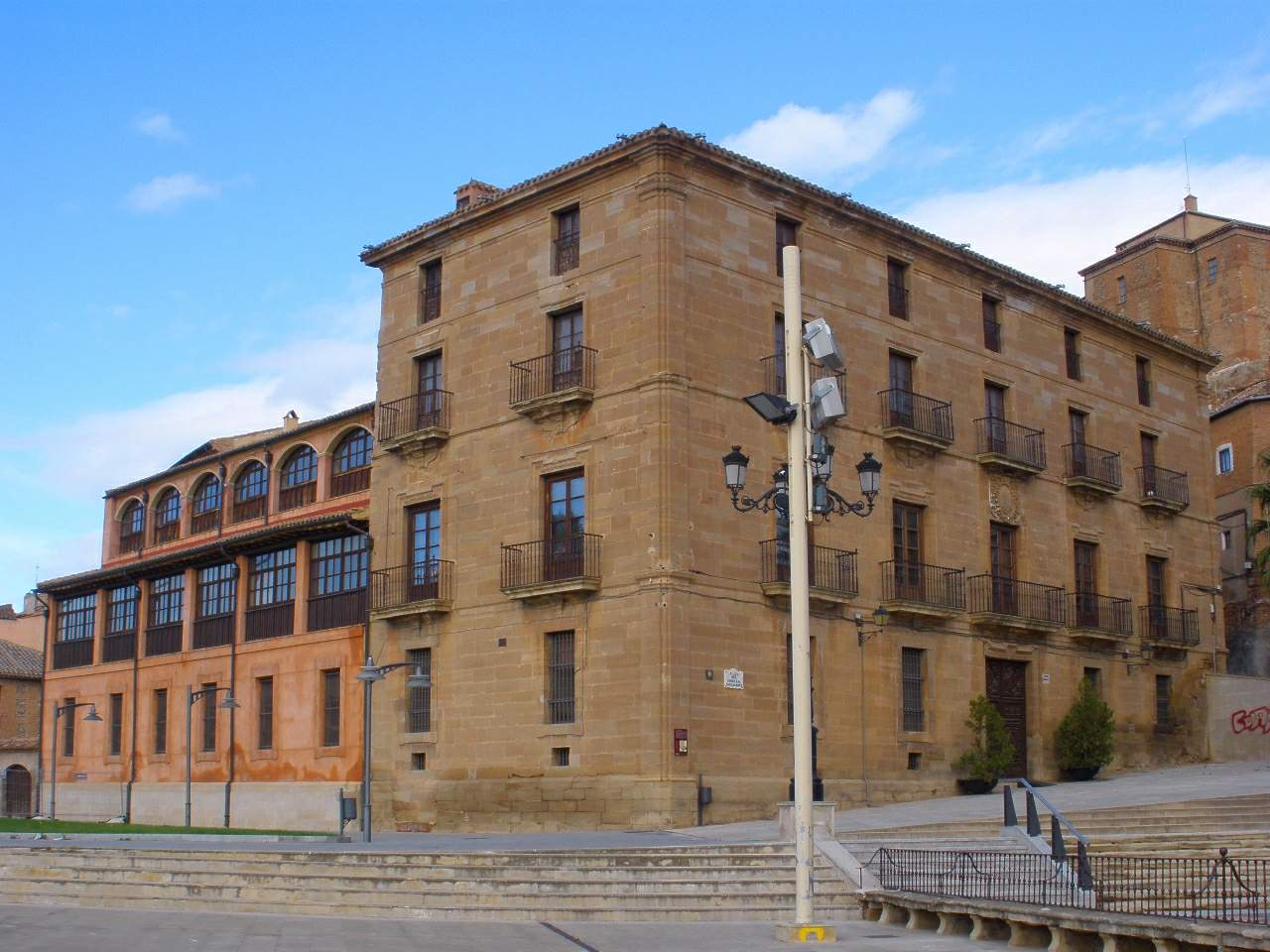
Palacio episcopal, en Calahorra

## Historia
Los orígenes de la diócesis de Calahorra son inciertos. Las tradiciones legendarias atribuyen la evangelización del territorio al apóstol Santiago y a su discípulo san Torcuato; las mismas tradiciones, sin fundamento histórico alguno, enumeran una serie de 18 obispos anteriores al siglo V, época en la que están atestiguados los primeros obispos de Calahorra históricamente documentados. Esto no excluye la antigüedad de esta sede episcopal, datando quizás del siglo III o del IV.
El primer obispo conocido es Silvano, cuyos cargos fueron tratados y discutidos durante el concilio romano del año 465. Antes que él, con el beneficio de la duda, fueron destinados a Calahorra otros dos obispos: Ianuario, que participó en el Concilio de Elvira, a principios del siglo IV; y Valeriano, asignado a principios del siglo V. La diócesis, que formaba parte de la provincia eclesiástica de la Tarragona, comprendía aproximadamente los actuales territorios de La Rioja. La mayoría de los obispos conocidos fueron los que participaron en los concilios nacionales de la Iglesia en la época visigoda, entre finales del siglo VI y finales del siglo VII.
Debido a la invasión musulmana de las primeras décadas del siglo VIII, la plaza de Calahorra tuvo que sufrir algunas penurias. Sin embargo, la primera ocupación árabe de la región no impidió la supervivencia de la diócesis; de hecho, se conocen al menos otros dos obispos de Calahorra de los primeros años del siglo IX, Teodomiro y Recaredo. Para otros obispos la atribución a Calahorra es incierta, dudosa o incorrecta.
La progresiva reconquista de los territorios bajo dominio musulmán propició el nacimiento, en los territorios de la diócesis de Calahorra, de dos obispados, la diócesis de Álava y, al sur, la diócesis de Nájera. Esta última ubicación era sede de los reyes que llevaban el nombre de rey de Navarra o de Nájera, mientras que los obispos que acompañaban a la corte se consideraban sucesores y herederos de los obispos de Calahorra. El primer obispo conocido históricamente con el título de "obispo de Nájera" es Tudemir, documentado del 947 al 952. En 1052 el rey Sancho, rey de Navarra, concedió a los obispos la iglesia del monasterio de Santa María la Real como sede episcopal y catedral diocesana.
En 1045 se reconquistó la ciudad de Calahorra. Los obispos, sin embargo, continuaron residiendo en Nájera, o en el monasterio de Albelda, ostentando indiferentemente los títulos de episcopi Calagurritani, Naiarensis o en Albelda. Sólo en 1180 tuvieron que abandonar Nájera, cuando el rey entregó el monasterio y la iglesia a los monjes Orden de cluniacenses.
Hacia finales del siglo XI el rey Alfonso VI amplió los límites de la diócesis para incluir Álava y su diócesis, que fue suprimida al mismo tiempo, Vizcaya, parte de Navarra, parte de Guipúzcoa, parte de Burgos y Soria. Estos cambios fueron confirmados por el papa Pascual II en 1109 y por papas posteriores hasta el papa Celestino III (1192).
Aunque la diócesis llevaba el título de Calahorra, esta sede estaba muy descentralizada respecto del vasto territorio diocesano; y además, estaba situada en una zona de continuos conflictos y guerras entre potentados locales. Por ello, ya en 1180 los obispos concibieron el proyecto de fijar su residencia en La Calzada, lo que suscitó protestas del cabildo de canónigos de Calahorra. El 27 de noviembre de 1229 el papa Gregorio IX aprobó el traslado de la sede episcopal de Calahorra a La Calzada, decisión que el papa confirmó el 14 de abril de 1232. Sin embargo, la oposición y el acoso de los señores feudales locales hicieron que estas decisiones fueran en vano y en 1235 los obispos tuvieron que situar definitivamente su sede en Calahorra. A partir de ese momento, con dos catedrales y dos capítulos de canónigos, la diócesis tomó el nombre de diócesis de Calahorra y La Calzada.
A mediados del siglo XIII la diócesis incluía aproximadamente 600 parroquias, agrupadas en 24 arciprestazgos, que a su vez se agrupaban en 4 arcedianatos. A estos datos hay que añadir al menos otras 100 parroquias, que dependían de los numerosos monasterios presentes en el territorio diocesano.
En 1318 pasó a formar parte de la provincia eclesiástica de la archidiócesis de Zaragoza, donde permaneció hasta 1574, cuando pasó a ser sufragánea de la archidiócesis de Burgos.
La cronología de Calahorra se caracteriza por la presencia de numerosos obispos, a menudo trasladados a otras diócesis, o fallecidos prematuramente en el cargo, a veces incluso después de unos meses de episcopado.
En 1779 se estableció el seminario mayor en Logroño.
El 8 de septiembre de 1861, por medio de la bula In celsissima del papa Pío IX, se cedió una importante porción del territorio diocesano -todo el que pertenecía a la provincia de Álava- para integrarse en la nueva diócesis de Vitoria, con jurisdicción sobre la totalidad del País Vasco. Esta decisión ya había sido tomada en el concordato de 1851, pero tardó diez años en implementarse, debido a la oposición de los obispos de Pamplona.
El mismo acuerdo preveía el traslado del obispado a la ciudad de Logroño. Pero la implementación de esta cláusula concordataria encontró enormes dificultades, en particular debido a la oposición de los habitantes de Calahorra y de La Calzada, especialmente al final del episcopado de Antonio María Cascajares y Azara (1891). Todo este asunto provocó una crisis en las relaciones entre el Estado y la Iglesia, que provocó que la sede permaneciera vacante durante 35 años (1892-1927).
El 2 de noviembre de 1949, mediante la bula Quo commodius del papa Pío XII, se cedió el enclave del Condado de Treviño a la diócesis de Vitoria.
El 2 de septiembre y el 22 de noviembre de 1955, mediante sendos decretos de la Congregación Consistorial, ambos llamados Initis inter, se revisaron los límites de la diócesis para hacerlos coincidir con los de la provincia civil de Rioja, en aplicación del concordato de 1953. De este modo, la diócesis de Calahorra y La Calzada cedía los arciprestazgos de Viana y Amescoas a la diócesis de Pamplona, los de Yanguas y San Pedro Manrique a la diócesis de Osma, y otras diez parroquias a la archidiócesis de Burgos. Al mismo tiempo, el territorio diocesano incorporaba el arciprestazgos de Alfaro, que pertenecía a la diócesis de Tarazona, y los arciprestazgoss de Canales, Ezcaray y Treviana, anteriormente pertenecientes a la archidiócesis de Burgos.
El 11 de agosto de 1956, por la bula Decessorum nostrorum del papa Pío XII, la diócesis entró a formar parte de la recién creada provincia eclesiástica de Pamplona.
El 9 de marzo de 1959, en virtud de la bula Quandoquidem quaelibet Ecclesia del papa Juan XXIII, la diócesis asumía su nombre actual incoporando el de la capital provincial, Logroño, que pasaba así a ser sede de una concatedral.
El 23 de octubre de 1965, por la carta apostólica Amor dulcissimus, el papa Pablo VI proclamó a la Bienaventurada Virgen de Valvanera como patrona principal de la diócesis.

## Estadísticas
Según el Anuario Pontificio 2022 la diócesis tenía a fines de 2021 un total de 296 000 fieles bautizados.
| Año                                                                             | Población            | Población | Población      | Sacerdotes | Sacerdotes    | Sacerdotes    | Bautizados por sacerdote | Diáconos permanentes | Religiosos | Religiosos | Parroquias |
| Año                                                                             | Bautizados católicos | Total     | % de católicos | Total      | Clero secular | Clero regular | Bautizados por sacerdote | Diáconos permanentes | Varones    | Mujeres    | Parroquias |
| ------------------------------------------------------------------------------- | -------------------- | --------- | -------------- | ---------- | ------------- | ------------- | ------------------------ | -------------------- | ---------- | ---------- | ---------- |
| 1949                                                                            | 235 000              | 235 000   | 100.0          | 566        | 442           | 124           | 415                      |                      | 260        | 850        | 353        |
| 1959                                                                            | 234 800              | 234 990   | 99.9           | 538        | 400           | 138           | 436                      |                      | 851        | 1070       | 273        |
| 1970                                                                            | 235 020              | 235 140   | 99.9           | 443        | 336           | 107           | 530                      |                      | 197        | 885        | 275        |
| 1980                                                                            | 250 392              | 252 110   | 99.3           | 442        | 304           | 138           | 566                      |                      | 277        | 936        | 263        |
| 1990                                                                            | 261 725              | 265 414   | 98.6           | 414        | 297           | 117           | 632                      |                      | 264        | 855        | 247        |
| 1999                                                                            | 262 743              | 267 022   | 98.4           | 359        | 249           | 110           | 731                      |                      | 222        | 794        | 248        |
| 2000                                                                            | 263 554              | 271 134   | 97.2           | 354        | 248           | 106           | 744                      |                      | 218        | 782        | 248        |
| 2001                                                                            | 261 744              | 270 875   | 96.6           | 350        | 243           | 107           | 747                      |                      | 218        | 769        | 248        |
| 2002                                                                            | 265 027              | 273 514   | 96.9           | 346        | 239           | 107           | 765                      | 1                    | 216        | 763        | 248        |
| 2003                                                                            | 266 119              | 296 097   | 89.9           | 338        | 233           | 105           | 787                      | 1                    | 226        | 759        | 248        |
| 2004                                                                            | 261 715              | 287 000   | 91.2           | 329        | 225           | 104           | 795                      | 1                    | 209        | 750        | 248        |
| 2006                                                                            | 273 101              | 301 084   | 90.7           | 340        | 236           | 104           | 803                      |                      | 178        | 762        | 230        |
| 2013                                                                            | 291 100              | 323 609   | 90.0           | 280        | 212           | 68            | 1039                     |                      | 175        | 600        | 253        |
| 2016                                                                            | 302 203              | 315 141   | 95.9           | 273        | 208           | 65            | 1106                     | 1                    | 161        | 613        | 253        |
| 2019                                                                            | 287 047              | 316 551   | 90.7           | 266        | 195           | 71            | 1079                     | 4                    | 162        | 620        | 253        |
| 2021                                                                            | 296 000              | 320 000   | 92.5           | 243        | 170           | 73            | 1218                     | 3                    | 158        | 612        | 257        |
| Fuente: Catholic-Hierarchy, que a su vez toma los datos del Anuario Pontificio. |                      |           |                |            |               |               |                          |                      |            |            |            |

Según cifras oficiales, en el curso 2018-2019 se formaron 2 seminaristas en el Seminario Mayor diocesano y se ordenaron 3 nuevos sacerdotes.